# II Liceum Ogólnokształcące im. Władysława Broniewskiego w Koszalinie
II Liceum Ogólnokształcące im. Władysława Broniewskiego w Koszalinie – szkoła ponadpodstawowa o profilu ogólnokształcącym, publiczna placówka oświatowa.

## Historia
W 1949 r. zorganizowano Szkołę Podstawową i Liceum Ogólnokształcące Towarzystwa Przyjaciół Dzieci. Na siedzibę szkoły wyznaczono prawe skrzydło w budynku przy ulicy Jedności 9. Pierwszym dyrektorem został Wacław Witczyński. 16 lutego 1962 roku szkoła otrzymała imię poety Władysława Broniewskiego. W ramach reformy systemu oświatowego, w 1963 rozdzielono szkołę podstawową i liceum. Dwa lata później przeniesiono szkołę do obecnego budynku przy ulicy Chełmońskiego, który był pierwszym wybudowanym po II wojnie obiektem szkolnym w mieście. W 1967 roku zlokalizowano tu także powstałe w 1946 roku Liceum Ogólnokształcące dla Pracujących im. Władysława Spasowskiego pod dyrekcją Romana Sierocińskiego. W 1968 szkoła otrzymała sztandar, a w ceremonii jego wręczenia obecna była wdowa po poecie. W 1973 rozpoczęto polsko-niemiecką wymianę młodzieży ze szkołą EOS Geschwister-Scholl-Schule w Wismar (była NRD). W roku szkolnym 1983/1984 z połączonych szkół powstał Zespół Szkół Ogólnokształcących nr 2 im. Władysława Broniewskiego, działający do 2002.
Szkoła współpracuje przy organizowaniu działań pozaszkolnych, m.in. w 2012 szkoła była współorganizatorem konkursu języka angielskiego The Koszalin Festival of English LIPS (Language in Poetry and Songs).
W 2019 w Ogólnopolskim Rankingu Szkół szkoła została wyróżniona Złotą Tarczą. Do jubileuszu 70-lecia szkoła wykształciła ponad 10 tysięcy absolwentów, zatrudniając w tym okresie 550 nauczycieli.
W 2021 w szkole odbył się finał krajowy kontynuatorki Olimpiady Wynalazczości.
Przez 15 lat, do końca roku szkolnego 2020/21, dyrektorem szkoły był Wiktor Kamieniarz. Obowiązki dyrektora pełni mgr Bogusława Hordyńska.
Szkoła prowadzi wymianę międzynarodową ze szkołami zagranicznymi: szkołą Elly-Heuss-Knapp-Schule w Neuműnster w Szlezwiku-Holsztynie w Niemczech, Średnią Szkołą Ogólnokształcącą w Polessku w Rosji oraz Średnią Szkołą Ogólnokształcącą w Nowostrojewie w Rosji.
W 2008 roku z inicjatywy dyrektora liceum, Wiktora Kamieniarza, powstało Stowarzyszenie Absolwentów i Przyjaciół II LO, które m.in. współorganizowało kilkakrotnie obchody rocznic powstania szkoły.

## Nauczyciele
- Aleksander Szwichtenberg – naukowiec, profesor

## Absolwenci
- Stanisław Ciosek – polityk komunistyczny z czasów PRL[2]
- Małgorzata Hołub-Kowalik – lekkoatletka, była radna miasta Koszalina
- Marek Kamiński – przedsiębiorca, podróżnik[14][2]
- Przemysław Krzyżanowski – pedagog, polityk[15]
- Krzysztof Majka – urzędnik państwowy
- Beata Pawlikowska – dziennikarka, pisarka[2]
- Katarzyna Sobczyk – piosenkarka
- Andrzej Tykarski – lekarz, profesor nauk medycznych, rektor Uniwersytetu Medycznego w Poznaniu[16]
- Ryszard Ulicki – były polityk komunistyczny PZPR[2]